# Luni, La Spezia
Luni är en kommun i provinsen La Spezia i regionen Ligurien i Italien. Kommunen hade 8 387 invånare (2018).
Kommunens namn var fram till den 20 april 2017 Ortonovo. Orten Ortonovo blev därefter en frazione i kommen men huvudorten för kommunen är Casano. Utanför Luni Mare, en frazione, i kommen låg den  etruskisk staden Luna.